# 조선민주주의인민공화국 국방성
국방성(國防省, 영어: Ministry of National Defence)은 국방에 관련된 사무를 관장하는 조선민주주의인민공화국의 행정기관 중 하나이다. 다른 나라의 국방부와 같은 역할을 하나 명목상 목적은 국방부와는 다르다. 조선로동당과 함께 조선인민군을 통솔하고 있다. 기관지 《조선인민군》을 발행한다.

## 역사
일본 제국의 식민지였던 조선이 독립과 동시에 한반도 이남은 미국이, 한반도 이북은 소련이 군정을 실시하게 되었다. 한반도 이북 지역을 점거하고 있었던 소련군정 당국자들은 1945년 기존 경찰을 보완할 목적으로 북한의 국군을 창설하기로 결정했다. 이에 따라 1948년 2월 조선인민군이 창설되고, 이 인민군을 관리하기 위한 부서로 1948년 9월 북한 정부 수립 후 민족보위성이라는 이름으로 출범하였다. 당시에 민족보위성은 내각 산하에 속해 있었으며, 1972년에 민족보위성에서 인민무력부로 개칭되었다.
김정일이 김일성 사후 권력을 잡으면서 실행한 선군정치에 따라서, 국방위원회 산하 인민무력성으로 출범하였다. 
2020년 11월 3일 국정원은 대한민국 국회 정보위원회 국정감사에서 북한이 최근 국방부에 해당하는 인민무력성의 명칭을 조선민주주의인민공화국 국방성으로 변경했다며 "국제 통용 명칭을 사용해 정상국가 이미지를 부각하려는 조치로 판단된다"고 여야 간사가 밝혔다. 또한 기존 명칭보다는 국방이라는 명칭을 활용하여 군사력 사용을 방어적으로 하겠다는 점도 강조되었다.

## 연혁
- 1948년 9월 민족보위성이라는 이름으로 출범[4][1]
- 1972년 12월 제5기 내각때 인민무력부로 개편하여 재출범[1]
- 1998년 9월 조선민주주의인민공화국의 국방위원회의 명령에 의해 인민무력성으로 개칭[1][5]
- 2000년 9월 다시 인민무력부(人民武力部)로 명칭이 환원[1][6]
- 2016년 7월 인민무력성으로 개칭[7][8]
- 2020년 11월 국방성으로 개칭[9][10][11]

## 소속 기관
- 대성산 애국렬사릉 관리위원회
- 신미리 혁명렬사릉 관리위원회
- 혁명전적지관리소
  - 백두산혁명전적지 관리사업소
  - 각 지역 혁명전적지관리소
  - 사적처

## 직할 부대
- 정찰총국- 정찰총국장이 감독 및 지휘
- 후방총국- 국방성 제1부상이 겸직하며 감독 및 지휘

### 소속 부대
- 조선인민군 육군
- 조선인민군 해군
- 조선인민군 공군

## 합참 및 각군
- 육군
- 해군
- 공군

## 소속기관
- 본부
  - 대외사업국
  - 청사 경무국
  - 종합계획국
  - 일반건설국
  - 재정국
  - 공병국
  - 병기국
- 교육훈련부
  - 인민무력부 김일성 사적관
  - 인민무력부 김정일 사적관
- 호위사령부(호위총국)
- 조선인민군 병원

## 역대 국방상(구 인민무력부장, 인민무력상)
역대 국방상 및 인민 국방성 부상은 아래와 같다.

### 민족보위상
- 최현 (1967년 12월 28일 ~ 1976년 5월)

### 인민무력부장
- 오진우 (1976년 5월 ~ 1977년 12월 4일)
- 오진우 (1977년 12월 5일 ~ 1986년 12월 28일)
- 오진우 (1986년 12월 29일 ~ 1990년 5월 24일) 
  - 오극렬은 총참모장이었던 1987년에 인민무력부장을 대행
- 오진우 (1990년 5월 24일 ~ 1995년 2월)
- 최광 (1995년 10월 ~ 1997년 2월)

### 인민무력상
- 김일철 (1998년 9월[B] ~ 2009년 2월)[5][12]

### 인민무력부장
- 김영춘 (2009년 2월 ~ 2012년 4월)

김정각 (2012년 4월 ~ 2012년 11월)
- 김격식 (2012년 11월 ~ 2013년 5월)
- 장정남 (2013년 5월 ~ 2014년 6월)
- 현영철 (2014년 6월 ~ 2015년 5월)

### 인민무력상
- 박영식 (2015년 6월 ~ 2018년 6월)[14]
- 노광철 (2018년 6월 ~ 2019년 12월)[15]

### 국방상
- 김정관 (2019년 12월 ~ 2021년)
- 리영길 (2021년 ~ 2023년)
- 강순남 (2023년~ 2024년)
- 노광철 (2024년~ 현재)

### 역대 제1부상
- 서홍찬
- 김정관
- 권태영

### 역대 부상
- 백학림
- 정창렬
- 려춘석
- 박재경
- 김정관
- 김강일

## 같이 보기
- 조선민주주의인민공화국 인민보안성
- 대한민국 국방부
- 러시아 국방부
- 중국 국방부
- 미국 국방부
- 일본 방위성